# Efeito das Cores
Efeito das Cores é o primeiro trabalho da cantora carioca Mahmundi, lançado de forma independente em 2012 no formato digital.
Em julho do mesmo ano, o EP foi lançado em formato físico, contendo três faixas inéditas, dentre elas dois remixes e a canção "#068 { Efeito dos Dias }".

## Faixas
1. "Calor do Amor" - 04:03 (Marcela Vale, Bruno Dias, Roberto Barrucho e Marcos Almeida)
2. "Fotografe" - 03:11 (Marcela Vale)
3. "Se Assim Quiser" - 03:52 (Arnaldo Antunes)
4. "Quase Sempre" - 04:27 (Roberto Barrucho e Marcela Vale)
5. "Desaguar" - 03:56 (Marcela Vale)
6. "Felicidade" - 05:00 (Lucas de Paiva, Roberto Barrucho e Marcela Vale)